# Perieco

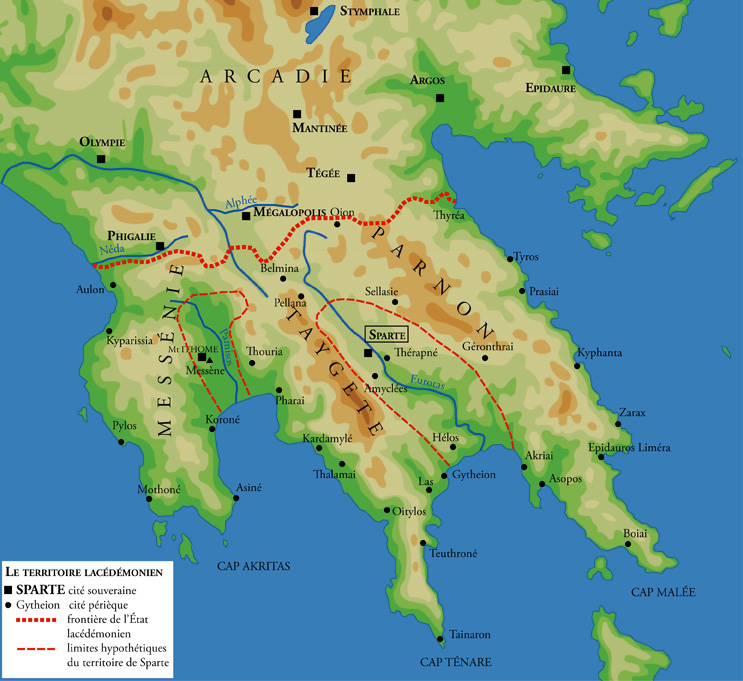
El estado espartano, los pueblos de los pericos están marcados con un pequeño círculo negro.

Los periecos (en griego, Περίοικοι, cuyo significado es «habitantes de la periferia») eran, en la Antigua Grecia, uno de los grupos sociales del territorio controlado por Esparta.
Los territorios que habitaban estaban bajo el dominio de los espartanos, pero sus habitantes no habían sido reducidos a la condición de ilotas. Eran personas libres que, pese a estar sometidos a la autoridad espartana, gozaban de ciertos derechos y tenían una importancia destacada al formar parte del ejército y realizar actividades comerciales.
Su procedencia geográfica era diversa, puesto que además de laconios había entre ellos gente procedente de Mesenia y de Arcadia.

## Condiciones de vida
Vivían en asentamientos alejados del núcleo central espartano. De ahí deriva el nombre, puesto que periecos significa que viven alrededor de (proviene de περί: en torno a, y οἴκος -pronunciado «ecos»-: casa); es decir, alrededor de Esparta. En efecto, sus asentamientos, de organización autónoma, estaban situados en la costa y en la parte septentrional del valle del río Eurotas.
La tierra donde habitaban era enajenable: susceptible de compra y venta, pues no pertenecía al estado. 
Los núcleos de población de los periecos llegaron a desarrollar cierta autonomía. Posiblemente estaban sujetos al control de magistrados espartanos, los harmostas, aunque se desconoce la función exacta de estos magistrados. Por un escolio de Píndaro se conoce el dato de que había veinte harmostas, y por ello se ha sugerido que el territorio perieco estaba dividido en veinte distritos.
Por otra parte, los periecos no eran un grupo homogéneo sino que entre ellos había grandes diferencias sociales: parte de ellos eran terratenientes (algunos de estos procedían de linajes aristocráticos y otros no), otro grupo estaba formado por campesinos y otro por desposeídos que subsistían con su trabajo.
En particular, los terratenientes también podían poseer esclavos, que en ningún caso eran ilotas, ya que estos estaban controlados exclusivamente por los espartiatas.
Según fuera la ubicación de los asentamientos y el nivel de prosperidad social en el que se hallasen, variaban sus actividades. Las principales eran la artesanía, el comercio, la agricultura y la ganadería. Los terratenientes, al contar con esclavos que cultivaban sus tierras, podían dedicarse a la educación militar. Inclusive, los periecos podían participar en los Juegos Olímpicos. 

## Obligaciones
A los individuos de esta clase social, el Estado les imponía varias obligaciones, fundamentalmente en el servicio militar: entre ellos se reclutaban soldados que combatían junto a los espartanos. Heródoto indica que en la batalla de Platea combatieron 5000 periecos. También integraban la tripulación de la escasa marina espartana y el personal de manufactura de algunos artículos. Asimismo estaban sujetos a pago de tributos (los mismos que aportaban los ciudadanos espartanos).
No podían casarse con espartanas. No se encuentra registrada alguna rebelión o sublevación protagonizada por periecos. Por ello se infiere que su posición en el Estado espartano era llevadera. Incluso podían desempeñar cargos de importancia y responsabilidad, como el perieco Diníadas, que aparece al mando de una embarcación de la flota peloponesia en la guerra del Peloponeso, o también otro perieco llamado Frinis, que fue enviado por los espartanos a Quíos para inspeccionar los recursos de los quiotas antes de formalizar una alianza con ellos.